# Kozerija
Kozerija (fra. causerie) je vrsta kratkog književnog i publicističkog teksta. Tipična u novinarstvu. Bavi se aktualnim zbivanjima, problemima, osobama i sl. Odlikuje ju zanimljiv i duhovit stil pisanja. U širem smislu znači ugodno ćaskanje, čavrljanje. Osobu koja vještim i ugodnim pripovjedanjem zabavlja društvo nazivamo kozer.
U hrvatskoj književnosti vrhunskim se autorom kozerija, kao i feljtona kojega se kozerija može držati podvrstom, drži Antun Gustav Matoš.